# (2044) Wirt
(2044) Wirt es un asteroide perteneciente al grupo de los asteroides que cruzan la órbita de Marte descubierto el 8 de noviembre de 1950 por Carl Alvar Wirtanen desde el Observatorio Lick del monte Hamilton, Estados Unidos.

## Designación y nombre
Wirt se designó inicialmente como 1950 VE.
Posteriormente, en 1981, a propuesta de Arnold R. Klemola, fue nombrado en honor del descubridor.

## Características orbitales
Wirt está situado a una distancia media del Sol de 2,381 ua, pudiendo acercarse hasta 1,562 ua y alejarse hasta 3,199 ua. Su inclinación orbital es 23,97 grados y la excentricidad 0,3437. Emplea en completar una órbita alrededor del Sol 1342 días.

## Características físicas
La magnitud absoluta de Wirt es 13,1. Tiene un diámetro de 6,66 km y un periodo de rotación de 3,69 horas. Se estima su albedo en 0,1907.